# Alexandre Grothendieck
Alexandre Grothendieck (n. 28 martie 1928, Berlin, Republica de la Weimar – d. 13 noiembrie 2014, Saint-Girons, Midi-Pyrénées, Franța) a fost un matematician francez de origine germană.

## Biografie
S-a născut într-o familie de etnie ebraică cu origini ucrainene și care, pentru a scăpa de prigoana nazistă, s-a mutat la Paris.După încheierea celui de-al Doilea Război Mondial, a studiat matematică la Universitatea din Montpellier. A activat în Franța ca profesor la Institutul de Înalte Studii de la Gif-sur-Yvette.
Sub influența impulsurilor politice din revoltele studențești care au avut loc în mai 1968 se retrage din viața academică a Parisului și se implică activ pentru alinarea matematicienilor care sufereau din pricina războiului din Vietnam, pe care încearcă să îi ajute în mod personal. După 1991 se retrage din viața publică. Bătrânețea și-a petrecut-o în Ariège unde a pregătit cărți pentru publicare.

## Activitate științifică
A fondat o școală proprie de algebră geometrică a cărei dezvoltare teoretică a influențat-o începând cu anul 1960.
A contribuit la clarificarea unor noțiuni din geometria algebrică, ca: multiplicitate, intersecție, varietate și alte noțiuni.
A axiomatizat teoria algebrică omologică, introducând teoria categoriilor și a functorilor pe aceste categorii.
A obținut rezultate interesante în teoria grupurilor.
A introdus o clasă mai restrânsă de spații vectoriale topologice și anume așa-numitele spații nucleare.
A demonstrat că topologia din spațiile nucleare poate fi definită cu ajutorul unei mulțimi numărabile de seminorme hilbertiene.
În  anul 1966 a fost decorat cu cea mai mare distincție a lumii matematice: Medalia Fields.

## Opera matematică
- Produits tensoriels topologiques et espaces nucléaires, Memoirs of the American Mathematical Society, Band 16, 1955, S. 1–140,
  - Rezumat în Résumé des résultats essentiels dans la théorie des produits tensoriels topologiques et des espaces nucléaires, Ann. Inst. Fourier, Band 4, 1952, S. 73–112, Online, numdam.org (Teză de doctorat  1952).
- Résumé de la théorie métrique des produits tensoriels topologiques, Bol. Soc. Math. Sao Paulo, Vol. 8, 1956, S. 1–79 (von 1953), pdf Arhivat în 14 iulie 2014, la Wayback Machine.
- Sur quelques points d'algèbre homologique, Tôhoku Math J., Vol. 9, 1957, Nr. 2, S. 119–221
- Armand Borel, Jean-Pierre Serre: Le théorème de Riemann-Roch, Bulletin de la Société mathématique de France, Band 86, 1958, S. 97–136, numdam.org, pdf (Prezentarea rezultatelor obținute de Grothendieck)
- împreună cu  Jean Dieudonné: Éléments de géométrie algébrique (EGA), Band 1 bis 4, Publications mathématiques de l'IHES, 1960 bis 1967:
  - EGA 1 : Le Langage des schémas, Publications mathématiques de l'IHÉS, Band  4, 1960, S. 5–228, numdam.org Arhivat în 29 noiembrie 2014, la Wayback Machine.
  - EGA 2 : Étude globale élémentaire de quelques classes de morphismes, Publications mathématiques de l'IHÉS, Band 8, 1961, S. 5–222, numdam.org Arhivat în 13 iulie 2014, la Wayback Machine.
  - EGA 3 : Étude cohomologique des faisceaux cohérents, Publications mathématiques de l'IHÉS, Band 11, 1964, S. 5–167, Band 17, 1967, S. 5–91, Band 1 Arhivat în 25 martie 2015, la Wayback Machine., Band 2 Arhivat în 29 noiembrie 2014, la Wayback Machine.
  - EGA 4 : Étude locale des schémas et des morphismes de schémas, Publications mathématiques de l'IHÉS, Band 20, 1964, S. 5–259, Band  24, 1964, S. 5–231, Band 28, 1966, S. 5–255, Band 32, 1967, S. 5–361, Band 1 Arhivat în 13 iulie 2012, la Wayback Machine., Band 2 Arhivat în 29 noiembrie 2014, la Wayback Machine., Band 3 Arhivat în 2 octombrie 2015, la Wayback Machine.,   Band 4 Arhivat în 25 martie 2015, la Wayback Machine.
- Séminaire de géométrie algébrique du Bois Marie (SGA). 1960 bis 1969, Online Arhivat în 10 februarie 2015, la Wayback Machine.:
  - Michèle Raynaud: SGA 1: Revêtements étales et groupe fondamental, 1960–1961, Springer-Verlag, Lecture Notes in Mathematics, Band 224, 1971, S. 1–447 sowie SMF, Collection  Documents Mathématiques, Paris 2003
  - Michèle Raynaud: SGA 2: Cohomologie locale des faisceaux cohérents et théorèmes de Lefschetz locaux et globaux, 1961–1962, Advanced Studies in Pure Mathematics, North Holland, 1968, S. 1–287, sowie SMF, Collection  Documents Mathématiques, Paris 2005
  - Michel Demazure, SGA 3: Schémas en groupes, 1962–1964, Springer Verlag, Lecture Notes in Mathematics, Band 151, 1970, S. 1–564, Band 152, 1970, S. 1–654, Band 153, 1970, S. 1–529
  - Michael Artin, Jean-Louis Verdier u.a.: SGA 4 : Théorie des topos et cohomologie étale des schémas, 1963–1964, Springer Verlag,  Lecture Notes in Mathematics, Band 269, 1972, S. 1–535, Band 270, 1972, S. 1–418, Band 305, 1973, S. 1–640,
  - Pierre Deligne (Herausgeber): SGA 4 1/2: Cohomologie étale, Springer Verlag, Lecture Notes in Mathematics, Band 569, 1977, S. 1–312
  - Luc Illusie, Jean-Pierre Serre u.a.: SGA 5: Cohomologie l-adique et fonctions L, 1965–1966, Lecture Notes in Mathematics, Band 589, 1977, S. 1–484
  - Luc Illusie, Pierre Berthelot u.a.: SGA 6: Théorie des intersections et théorème de Riemann-Roch, 1966–1967, Springer Verlag, Lecture Notes în Mathematics, Band 225, 1971, S. 1–700
  - Pierre Deligne, Nicholas Katz: SGA 7: Groupes de monodromie en géométrie algébrique, 1967–1969, Springer Verlag, Lecture Notes în Mathematics, Band 288, 340, 1972–1973, S. 1–523, 1-438
- Standard conjectures on algebraic cycles, Algebraic Geometry (International Colloquium Tata Institute, Bombay, 1968), Oxford University Press, 1969, S. 193–199.
- Pursuing Stacks, Manuskript 1983.[20]
- Esquisse d'un programme, 1984, Manuskript, 44 Seiten, pdf
- Les Dérivateurs, 1991 (Manuskript, 1976 Seiten), Online, Editor M. Künzer, J. Malgoire, G. Maltsiniotis

## Literatură
- Winfried Scharlau: Wer ist Alexander Grothendieck? Anarchie, Mathematik, Spiritualität, Einsamkeit. Eine Biographie. din cele patru volume planificate au apărut:
  - Teil 1: Anarchie. Books-on-Demand 2009, ISBN 978-3-8423-7147-7
  - Teil 3: Spiritualität. Books-on-Demand 2010, ISBN 978-3-8391-4939-3
- Jean-Pierre Serre und Pierre Colmez (Hrsg.): Grothendieck-Serre correspondence, AMS 2003
- Cartier, Illusie, Katz (Hrsg.): Grothendieck Festschrift, 3 Bde., Birkhäuser 1998
- Pierre Cartier: A mad days work – from Grothendieck to Connes and Kontsevich, Bulletin AMS 2001, online hier: Bulletin of the AMS – Volume 38, Number 4
- ders. Grothendieck et les motifs, IHES 2000 preprint, online hier: Pierre Cartier Prepublications
- Pierre Deligne: Quelques idées maîtresses de l'œuvre de A. Grothendieck, SMF 1998, pdf
- Leila Schneps, Pierre Lochak (Hrsg.): Geometric Galois actions – around Grothendiecks Esquisse d'un programme, London Math.Society Lecture Notes, Cambridge 1997 (mit Grothendiecks Esquisse)
- Leila Schneps (Hrsg.): Alexandre Grothendieck: A Mathematical Portrait. International Press of Boston, 2014, ISBN 978-1-57146-282-4
- Pragacz: The life and work of Alexander Grothendieck, American Mathematical Monthly, November 2006
- Robin Hartshorne: Algebraic geometry, Springer 1997 (Standard-Lehrbuch zu Grothendiecks Zugang)